# Зиндер (город)
Зиндер (фр. Zinder) — город в южной части Нигера. Является третьим крупнейшим городом страны.

## Описание
Расположен недалеко от границы с Нигерией, в 861 км к востоку от города Ниамей и в 240 км к северу от нигерийского города Кано. Является административным центром региона Зиндер.
До 1927 года Зиндер был столицей французской колонии Нигер, а ранее, до середины XIX века — столицей султаната Дамагарам и важным торговым пунктом для племён хауса, туарегов, фульбе и канури.
Город отличается необычной архитектурой. В старейшем квартале Бирни — квадратные дома с геометрическим орнаментом и росписью. В городе имеется бывший дворец султана с рельефными украшениями. Также в городе есть квартал Зенгу, населённый преимущественно племенем хауса, и Новый город — в настоящее время экономический центр Зиндера. Аэропорт «Зиндер» (ZND) расположен в нескольких километрах к юго-западу от города.

## Климат
| Показатель                    | Янв. | Фев. | Март | Апр. | Май  | Июнь | Июль  | Авг.  | Сен. | Окт. | Нояб. | Дек. | Год   |
| ----------------------------- | ---- | ---- | ---- | ---- | ---- | ---- | ----- | ----- | ---- | ---- | ----- | ---- | ----- |
| Средний суточный максимум, °C | 29,3 | 32,5 | 36,3 | 39,7 | 40,6 | 38,7 | 34,9  | 32,7  | 35,5 | 37,1 | 33,7  | 30,4 | 35,1  |
| Средняя температура, °C       | 21,9 | 24,8 | 28,8 | 32,3 | 33,3 | 31,9 | 29,2  | 27,8  | 29,4 | 30,0 | 26,0  | 22,9 | 28,3  |
| Средний суточный минимум, °C  | 14,7 | 17,1 | 21,4 | 25,0 | 26,6 | 25,6 | 23,7  | 23,2  | 23,7 | 22,9 | 18,6  | 15,4 | 21,5  |
| Норма осадков, мм             | 0,0  | 0,1  | 0,5  | 1,0  | 14,8 | 39,2 | 128,6 | 168,1 | 53,5 | 5,0  | 0,2   | 0,0  | 411,0 |
| Источник:                     |      |      |      |      |      |      |       |       |      |      |       |      |       |

## Население
По данным на 2013 год численность населения города составляла 261 330 человек.
Динамика численности населения города по годам:
| 1977   | 1988    | 2001    | 2013    |
| ------ | ------- | ------- | ------- |
| 53 914 | 119 827 | 170 574 | 261 330 |

## Спорт

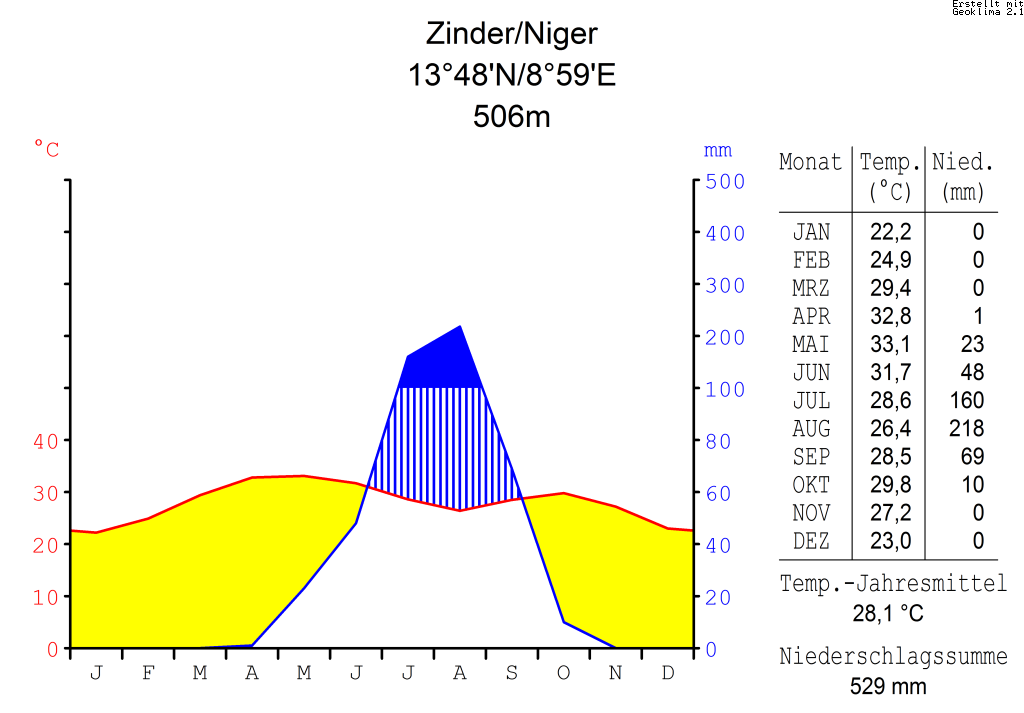
Климатическая диаграмма Зиндера

В городе базируется футбольный клуб Шака. Спортивных достижений и известных имён за командой не числится. Домашняя арена — «Arène de lutte» — является универсальной площадкой для различных видов спорта.